# Melanoptila glabrirostris
Melanoptila glabrirostris (Miador-negro ou Pássaro-gato-preto) é uma espécie de ave da família Mimidae.

## Hábitat
Pode ser encontrada apenas na península de Yucatan, México. e regiões adjacentes dos seguintes países: Belize, Guatemala e Honduras. O  único representante desta espécie foi verificado em Omoa (Honduras), por volta de 1855, e desde  então não se tem relatos de sua presença nesta área. Portanto acredita-se que possa ter sido erroneamente registrado ou extinto em Honduras.  Os seus habitats naturais são: florestas secas tropicais ou subtropicais , florestas subtropicais ou tropicais úmidas de baixa altitude e florestas secundárias altamente degradadas.

## Conservação
A espécie encontra-se ameaçada por perda de habitat. Principalmente devido as plantações de coco e à construção de centros turísticos. No entanto, seu habitat não é fragmentado. Em Belize vive sob proteção na reserva de Siwa Ban.